# Кльоново (Мазовецьке воєводство)
Кльоново (пол. Klonowo) — село в Польщі, у гміні Опіноґура-Ґурна Цехановського повіту Мазовецького воєводства.
Населення — 75 осіб (2011).
У 1975-1998 роках село належало до Цехановського воєводства.

## Демографія
Демографічна структура станом на 31 березня 2011 року:
|          | Загалом | Допрацездатний вік | Працездатний вік | Постпрацездатний вік |
| -------- | ------- | ------------------ | ---------------- | -------------------- |
| Чоловіки | 46      | 11                 | 33               | 2                    |
| Жінки    | 29      | 1                  | 23               | 5                    |
| Разом    | 75      | 12                 | 56               | 7                    |